# ليو مينيرو
ليون مينيرو (بالبرتغالية: Leonardo Henrique Santos de Souza‏) (10 مارس 1990 في بيلو هوريزونتي في البرازيل – )؛ هو لاعب كرة قدم كان يلعب كمهاجم لعب سابقاً في نادي المرخية القطري .

## وصلات خارجية
- ليو مينيرو على موقع رابطة كرة القدم اليابانية للمحترفين (اليابانية)
- ليو مينيرو على موقع دوري كوريا الجنوبية (الإنجليزية)
- ليو مينيرو على موقع قاعدة بيانات كرة القدم.إي يو (الإنجليزية)
- ليو مينيرو على موقع Soccerway.com (الإنجليزية)
- ليو مينيرو على موقع عالم كرة القدم.نت (الإنجليزية)